# Cephalops juvator
Cephalops juvator är en tvåvingeart som först beskrevs av Perkins 1905.  Cephalops juvator ingår i släktet Cephalops och familjen ögonflugor.
Artens utbredningsområde är Hawaii. Inga underarter finns listade i Catalogue of Life.